# Stanko Tavčar
Stanko Tavčar (2 de febrer de 1898 - 11 de juliol de 1945) fou un futbolista eslovè de la dècada de 1910.
Pel que fa a clubs, defensà els colors de ŠK Ilirija Ljubljana. Fou el primer futbolista eslovè en jugar amb la selecció iugoslava, participant en els Jocs Olímpics de 1920.